# Sunny (canção)
"Sunny" é uma canção de soul jazz composta por Bobby Hebb em 1963. É uma das canções mais executadas e regravadas de todas, com centenas de versões já lançadas. A Broadcast Music, Inc. colocou "Sunny" em 25° lugar na lista "100 canções do século". Também é bastante conhecida pelo seu primeiro verso: "Sunny, yesterday my life was filled with rain".